# 박봉성
박봉성(朴峰性, 본명: 박종구, 1949년 3월 29일 ~ 2005년 10월 15일)은 대한민국의 만화가이다.

## 생애
1949년 3월 29일 부산에서 4남 1녀 중 막내로 태어났다. 1996년 부산예술학교 만화학과 출강을 하였고, 1999년 부산예술문화대학 겸임교수가 되었다. 2005년 10월 15일 오후 4시 30분 산행 도중 심장마비로 쓰러져 사망했다.

## 주요 작품
- 1974년 《떠돌이 복서》
- 1982년 《20세 재벌》
- 1983년 《신의 아들》 1986년 영화화.
- 1984년 《괴물》
- 1985년 《아버지와 아들》
- 1987년 《캠퍼스 청개구리》
- 1987년 《집행인》
- 1988년 《가진 것 없소이다》 - 1992년 영화화.
- 1990년 《신이라 불리운 사나이》 - 2010년 드라마화.
- 1994년 《옛써 캡틴》 - 단행본 발매 당시 제목은 <르포 25시>
- 1994년 《퍼펙트맨》
- 1995년 《퍼펙트 맨 Ⅱ 사나이들》